# Brun Motorsport
Brun Motorsport GmbH est une équipe de sport automobile suisse fondée par le pilote Walter Brun en 1983. Elle a participé, en tant qu'équipe privée Porsche, aux courses de voitures de sport et concouru dans de nombreux championnats internationaux. Brun Motorsport a gagné le championnat du monde des voitures de sport en 1986 et est ensuite devenu un constructeur de châssis.

## Historique des courses

### 1982-1984
En 1982, Walter Brun rachète à l'équipe GS-Sport en difficulté une BMW M1 et une Sauber SHS C6 vue en Championnat du Monde des Voitures de Sport. En 1983, il crée l'écurie Brun Motorsport, modifie la Sauber et la rebaptise Sehcar-Porsche. La voiture ne parvient pas à se qualifier aux 24 Heures du Mans 1983. Les problèmes rencontrés avec la Sehcar l'incite à acheter une Porsche 956 avec laquelle il participe à des manches de championnat du monde et de Deutsche Rennsport Meisterschaft. La nouvelle écurie conserve les pilotes Hans-Joachim Stuck et Harald Grohs, Walter Brun pilotant également.
En 1983, l'écurie termine quatrième des 1000 km de Spa avec l'équipage Hans-Joachim Stuck/Harald Grohs/Walter Brun et sixième  des 1 000 kilomètres de Fuji avec le duo Kenji Takahashi/Clemens Schickentanz.
En 1984, l'écurie remporte les 1000 km d'Imola grâce à l'équipage Hans-Joachim Stuck/Stefan Bellof, Oscar Larrauri et Massimo Sigala se classant cinquièmes. Hans-Joachim Stuck/Walter Brun/Harald Grohs se classent troisièmes des 1000 km de Spa, devant l'autre équipage constitué de Oscar Larrauri et Massimo Sigala. Aux 1 000 kilomètres de Monza, Larrauri et Sigala obtiennent la quatrième place. Lors des 24 Heures du Mans, l'équipage Leopold von Bayern/Walter Brun/Bob Akin se classe quatrième tandis que Larrauri/Sigala/Joël Gouhier terminent septièmes. Aux 1 000 kilomètres de Brands Hatch, Stefan Bellof et Harald Grohs obtiennent la cinquième place ; Larrauri et Sigala se classent sixième des 1 000 kilomètres du Nürburgring.
L'écurie remporte également le championnat d'Allemagne.

### 1985-1987

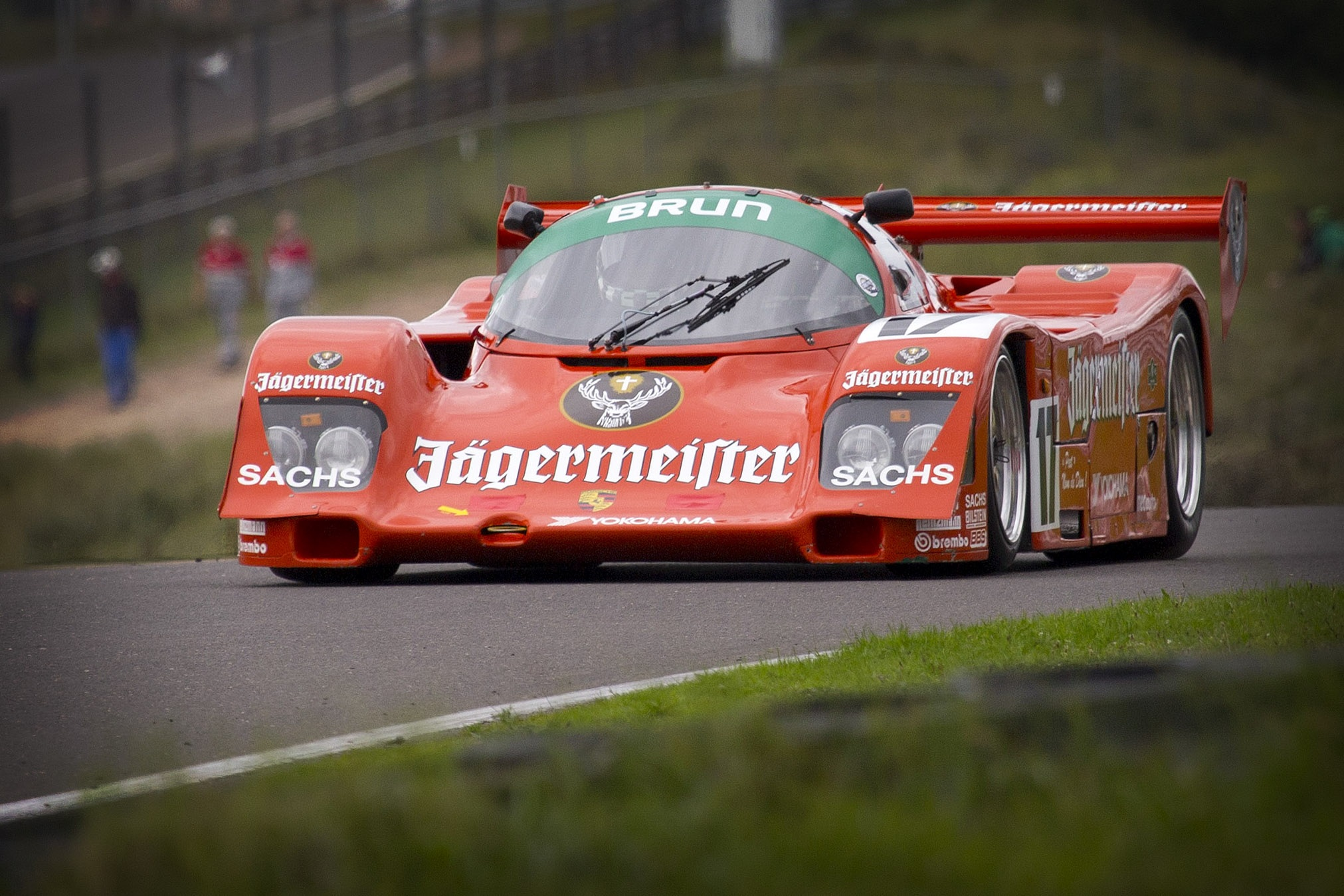
Une Porsche 962C Brun Motorsport dans la livrée Jägermeister

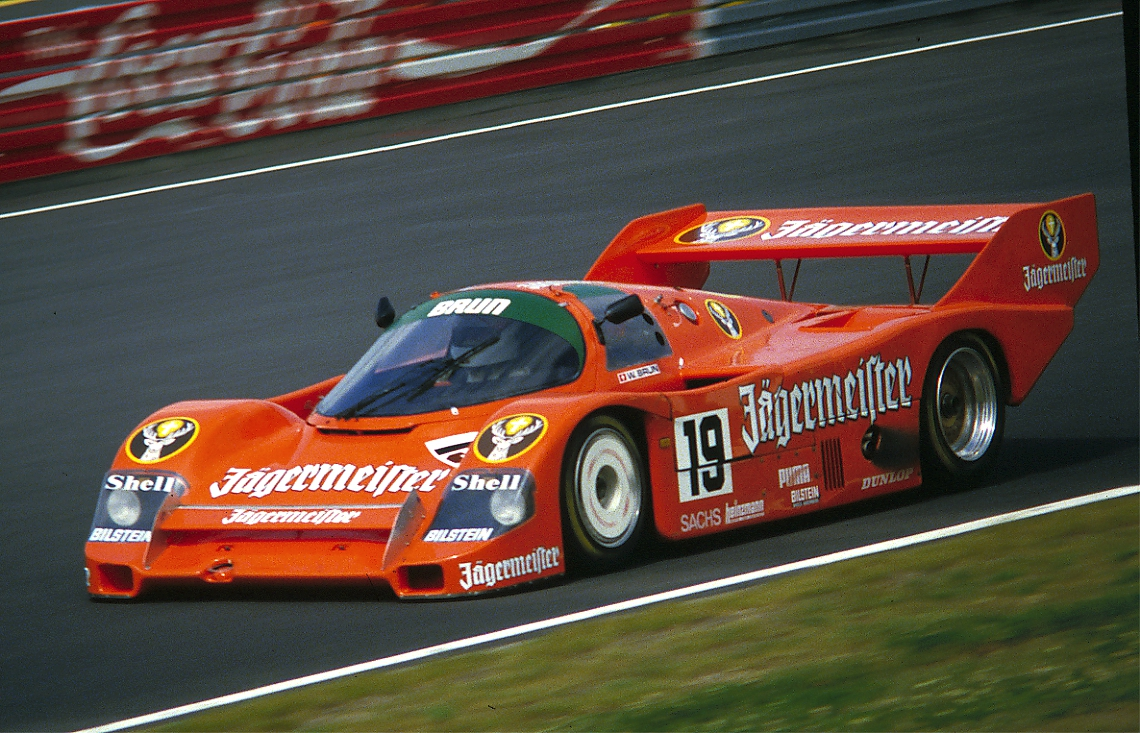
Une Porsche 956 engagée par Brun Motorsport au Nürburgring.

En 1985, Brun ajoute une nouvelle Porsche 962C à sa flotte de deux Porsche 956. L'écurie domine le championnat Deutsche Rennsport Meisterschaft en remportant cinq victoires et en permettant à Hans-Joachim Stuck d'être deuxième au championnat, derrière Jochen Mass du Joest Racing. L'équipe ne gagne pas en championnat du monde des Voitures de Sport. En obtenant notamment une troisième place (Stefan Bellof/Thierry Boutsen) aux 6 Heures du Mugello et une seconde place (Massimo Sigala/Oscar Larrauri) aux 1000 km d'Hockenheim, l'écurie finit sixième du championnat. Elle subit la perte de Stefan Bellof qui meurt dans un accident aux 1 000 kilomètres de Spa.
S'appuyant sur les succès acquis en 1985, Walter Brun développe son équipe pour 1986. Deux autres Porsche 962C sont achetées, dont l'une se consacre uniquement à certaines courses sélectionnées du Championnat IMSA GT. L'équipe termine deuxième à Watkins Glen International derrière le champion Al Holbert. De retour en Europe, Walter Brun reprend le championnat du monde des voitures de sport. Après avoir échoué aux 24 Heures du Mans l'année précédente, l'équipe se classe deuxième de l'épreuve avec l'équipage Oscar Larrauri/Jesús Pareja/Joël Gouhier. La première victoire de la saison vient aux 360 km de Jerez et est suivie par une autre grâce au duo Thierry Boutsen/Frank Jelinski aux 1 000 kilomètres de Spa. Brun marque des points dans quatre épreuves et remporte le championnat, battant l'équipe d'usine Jaguar et les équipes de Porsche. Brun conclut l'année par une victoire finale en Interseries sur l'Österreichring
1987 débute avec une deuxième place au 24 Heures de Daytona. Cependant, Jaguar monte en puissance pour devenir l'équipe dominante en Championnat du Monde des Voitures de Sport, tandis que le championnat Allemand Supercup devient difficile pour le Brun Motorsport. L'équipe vit sa première saison sans victoire mais des résultats constants en championnat du monde permettent à l'écurie de terminer seconde, devant une multitude d'équipes privées Porsche.

### 1988 - 1991
Après une troisième position aux 24 Heures de Daytona 1989, Brun abandonne son implication en GT IMSA et s'implique dans le championnat du Japon de sport-prototypes, où l'équipe est également troisième dès ses débuts. 
En championnat du monde, Brun finit troisième au championnat en battant ainsi Jaguar et les nouveaux arrivants Nissan, Toyota, et Aston Martin.
Les dépenses engendrées par Eurobrun Racing en Formule 1 conduisent l'équipe à réduire la voilure en 1990. La participation au championnat du Japon de sport-prototypes est annulée et l'équipe se concentre presque uniquement sur le championnat du monde des Voitures de Sport. L'équipe rencontre des difficultés pour finir dans les dix premiers et une cinquième place à Spa constitue son meilleur résultat de la saison ; Brun Motorsport finit septième au championnat.

## Brun Motorsport: le constructeur

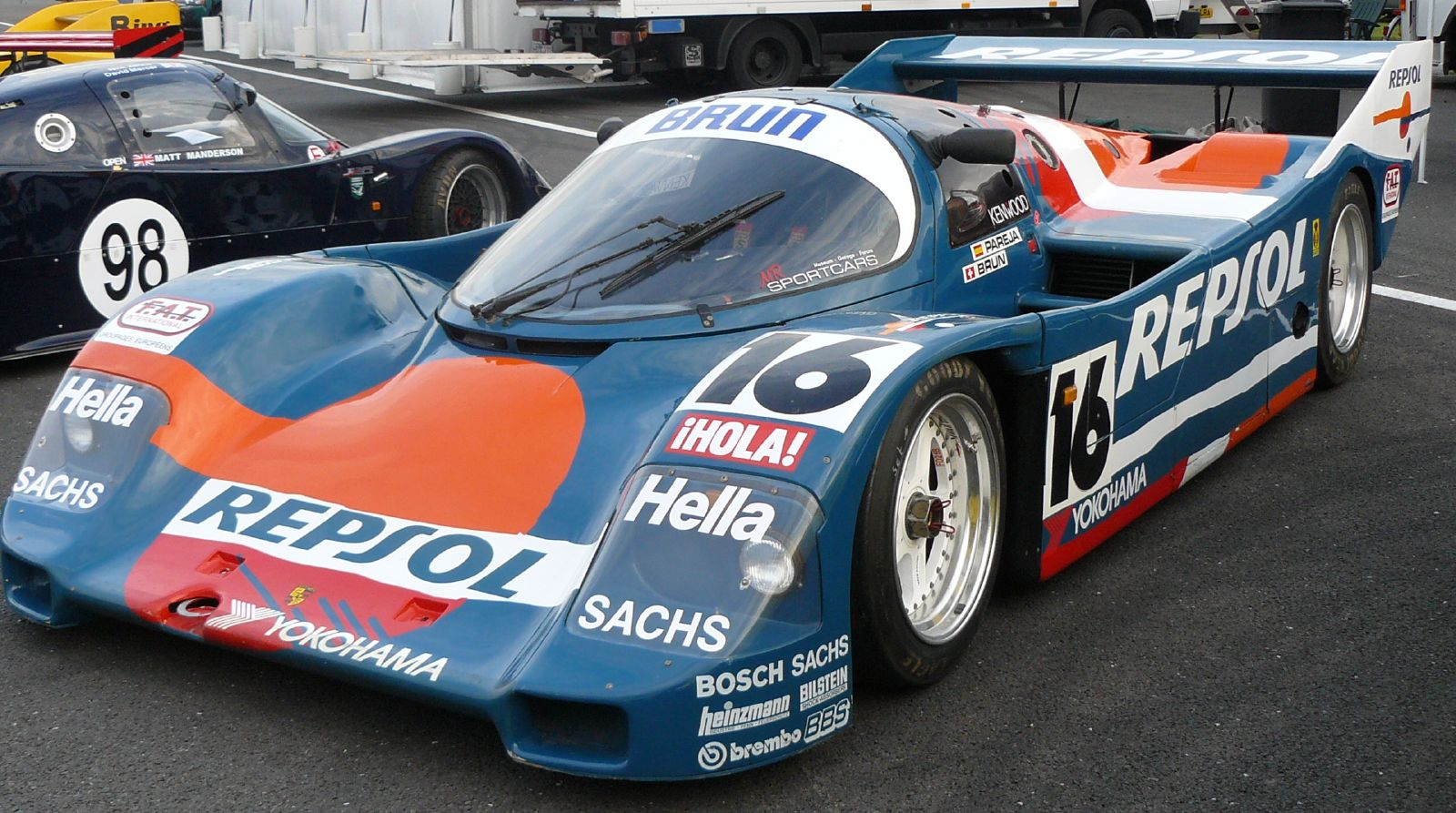
Une Porsche 962C Brun Motorsport sponsorisée par ses soutiens principaux Repsol et Yokohama.

Walter Brun a développé des voitures tout au long de l'histoire de Brun Motorsport, bien qu'une seule d'entre-elles porte son nom.
Au moment de la création de Brun Motorsport, l'ancienne Sauber SHS C6 de l'équipe GS-Sport est retenue par la nouvelle structure. Walter Brun, pensant que la voiture a du potentiel en classe C2, modifie son châssis afin d'y adapter un Ford Cosworth V8. Des problèmes conduisent Walter Brun à remplacer le Ford Cosworth V8 par une version turbocompressée du bloc BMW que Sauber avait initialement utilisé. La voiture est trop difficile à mettre au point et Brun choisit plutôt d'acheter une Porsche 956. 
Après de nombreuses années d'expérience et de succès avec les Porsche 956 et Porsche 962C, Walter Brun tente de rattraper les grands constructeurs comme Jaguar et Mercedes-Benz en améliorant le châssis des Porsche 962. Walter Brun entreprend l'élaboration de ses propres châssis en 1987 en essayant de surmonter les problèmes de rigidité de la coque dont sont victimes les Porsche 962C d'usine. Les nouvelles voitures ont une monocoque spécifique et reçoivent des pièces standard de la Porsche 962C. Huit voitures sont assemblées au total, quelques-unes sont vendues à d'autres équipes les autres rejoignant sa flotte de Porsche 962C. 
| Châssis   | Années | Catégories | Commentaires                                     |
| --------- | ------ | ---------- | ------------------------------------------------ |
| 956-106   | 1983   | C1         | Ex RLR - Vendu au Brun Motorsport en 1985        |
| 956-111   | 1983   | C1         | Vendu au Trust Racing Team en 1985               |
| 956-116   | 1984   | C1         | Victoire à Imola en 1984, détruite à Spa en 1985 |
| 962C-107  | 1985   | C1         |                                                  |
| 962C-115  | 1985   | C1         | Victoire à Jérez, deuxième des 24 Heures du Mans |
| 962C-117  | 1985   | C1         | Victoire aux 1000 km de Spa en 1986              |
| 962-128   | 1986   | IMSA GTP   | Deuxième des 24 Heures de Daytona 1987           |
| 962C-150  | 1989   | C1         |                                                  |
| 962C-160  | 1990   | C1         |                                                  |
| 962C-163  | 1990   | C1         |                                                  |
| 962C-177  | 1991   | C1         | Dernier châssis Porsche 962 construit.           |
| 962-001BM | 1987   | C1         |                                                  |
| 962-002BM | 1987   | C1         | Troisième des 24 Heures de Daytona 1988          |
| 962-003BM | 1988   | IMSA GTP   |                                                  |
| 962-004BM | 1989   | C1         | Troisième aux 480 km de Jarama en 1989           |
| 962-005BM | 1989   | C1         |                                                  |
| 962-006BM | 1989   | C1         |                                                  |
| 962-007BM | 1990   | C1         |                                                  |
| 962-008BM | 1990   | C1         |                                                  |

La référence BM indique que les coques des châssis ont été réalisées par John Thompson. 
Le plus grand projet de Walter Brun est, en 1991, le développement de la Brun C91 en préparation des modifications de la réglementation de 1992. La voiture s'inspire de la Peugeot 905, de la Mercedes-Benz C291 et de la Jaguar XJR-14 avec un grand double aileron arrière, une carrosserie basse et un grand poste de pilotage. La nouvelle réglementation interdisant le moteur Porsche à turbocompresseur flat six, Walter Brun a besoin d'un moteur à atmosphérique disponible avec la technologie de la Formule 1. Utilisant des éléments de l'équipe Eurobrun Racing dont il est copropriétaire, Walter Brun se tourne vers Judd qui lui a fourni ses moteurs de Formule 1. Eurobrun Racing utilisait initialement le désuet Judd CV V8 mais Walter Brun obtient un financement pour le nouveau EV V8. La voiture souffre toutefois de problèmes mécaniques dès ses débuts et jusqu'à la mi-saison et l'équipe ne parvient jamais à la mettre au point avant que le financement ne finisse par se tarir.

## Pilotes Brun Motorsport
- Bill Adam (1987)
- Bob Akin (1984)
- Stefan Bellof (1984-1985)
- Paul Belmondo (1987)
- Gerhard Berger (1985)
- Thierry Boutsen (1985-1986)
- Gianfranco Brancatelli (1987)
- Walter Brun (1982-1991)
- David Deacon (1983)
- Stanley Dickens (1986; 1989)
- Eje Elgh (1990)
- Alain Ferte (1986)
- Scott Goodyear (1987)
- Joël Gouhier (1984-1986)
- Harald Grohs (1983-1984)
- Ludwig Heimrath jr (1983)
- Franz Hunkeler (1987-1988)
- Harald Huysman (1988-1991)
- Frank Jelinski (1985-1987)
- Hans-Peter Kaufmann (1987)
- Franz Konrad (1989)
- Oscar Larrauri (1984-1991)
- Walter Lechner (1988-1989)
- Jochen Mass (1987)
- Sigi Muller jr (1982)
- Drake Olson (1986)
- Jesús Pareja (1986-1991)
- Roland Ratzenberger (1989)
- Otto Rensing (1990)
- Manuel Reuter (1988)
- Maurizio Sandro Sala (1989)
- Bernard Santal (1990-1991)
- Uwe Schäfer (1987-1989)
- Clemens Schickentanz (1983)
- Massimo Sigala (1984-1988; 1990-1991)
- Richard Spénard (1987)
- Robbie Stirling (1991)
- Hans-Joachim Stuck (1983-1984)
- Kenji Takahashi (1983)
- Gabriele Tarquini (1985)
- Didier Theys (1985-1986)
- Pierre de Thoisy (1987)
- Michel Trolle (1988)
- Juha Varjosaari (1989)
- Jacques Villeneuve (1983)
- Leopold von Bayern (1984)
- Renzo Zorzi (1985)